# Boophis miadana
Boophis miadana is een kikker uit de familie gouden kikkers (Mantellidae). De soort werd voor het eerst wetenschappelijk beschreven door Frank Glaw, Jörn Köhler, Ignacio De la Riva, David Vieites en Miguel Vences in 2010. De soort behoort tot het geslacht Boophis.

## Leefgebied
De kikker is endemisch in Madagaskar. De soort komt voor in het zuidoosten van het eiland en leeft in de subtropische bossen van Madagaskar op een hoogte tot de 1500 meter boven zeeniveau.